# Joseph Anton von Plaz
Graf Joseph Anton von Plaz (* 24. Oktober 1677; † 17. Juli 1767 in Salzburg), auch von Platz geschrieben, war kaiserlicher Generalfeldzeugmeister, Inhaber des Infanterieregiments No. 43, Komtur des Erzstift Salzburgischen Ruperti-Ritterordens und Herr auf Thurn und Gradisch.

## Herkunft
Seine Eltern waren Johann Rudolf Freiherr von Plaz und dessen Ehefrau Maria Johanna, geborene Jocher von Eggersperg.

## Leben
Er wurde bereits 1701 Ritter des Rupertiordens und ging in kaiserliche Dienste. Er wurde 1701 Fähnrich, 1703 Leutnant und 1706 Hauptmann im Regiment Alt-Daun. 1714 wurde er zum Kämmerer des Salzburger Erzbischofs berufen. Er kämpfte im 6. Türkenkrieg bei Peterwardein und Belgrad. Im Jahr 1723 wurde er Oberstwachtmeister im Infanterie-Regiment Geyer und 1732 Oberstleutnant.
Er wurde am 19. Februar 1736 zum Kämmerer ernannt. Im Oktober 1737 wurde er Oberst und Inhaber seines Infanterieregiments Wuschlewitz (vormals Geyer). Dort stieg er am 30. April 1738 zum Generalfeldwachtmeister auf. Er kämpfte im 7. Türkenkrieg und war auch in der Schlacht bei Grocka.
Anschließend kämpfte er im Österreichischen Erbfolgekrieg in Böhmen und Bayern. Er konnte sich dabei am 9. Mai 1743 im Gefecht bei Simbach auszeichnen und wurde am 15. Mai 1743 zum Feldmarschall-Lieutenant befördert. Anschließend kam er zur Armee von Karl Alexander von Lothringen am Rhein, wo er für den Winter 1743 Rheinfelden im Schwarzwald als Winterquartier zugewiesen bekam. 1744 kam er zur Armee von Lobkowitz, die im Kirchenstaat stand und die Spanisch-Neapolitanische Armee in Neapel beobachtete. Anschließend kam er zum Fürsten Liechtenstein nach Oberitalien. Dort kommandierte er ein Korps, das Mailand schützen sollte. Aber am 6. Mai 1746 wurde es von den Spaniern vernichtend geschlagen, während sich von Platz in Mailand aufhielt. Daraufhin erhielt er kein Kommando mehr. Von 1748 bis 1749 war er aber noch kommandierender General in Siebenbürgen. Aber am 12. Juni 1754 wurde er mit Rang vom 24. November 1748 zum Generalfeldzeugmeister gerufen.
Er zog sich nach seiner Entlassung nach Salzburg zurück, wo er 1767 starb. Seine Beerdigung wurde mit großem Pomp begangen, wie man ihn in Salzburg seit vielen Jahren nicht mehr gesehen hatte. Nachfolger als Komtur wurde Freiherr Joseph Johann Nepomuck Dückher von Haßlau.

## Familie
Nach Beiträge zur Salzburger Familiengeschichte starb er unverheiratet, nach genealogisch-historische Nachrichten heiratete er die Gräfin Maria Theresia von Weltz.